# Herman Maximilien de Burlet

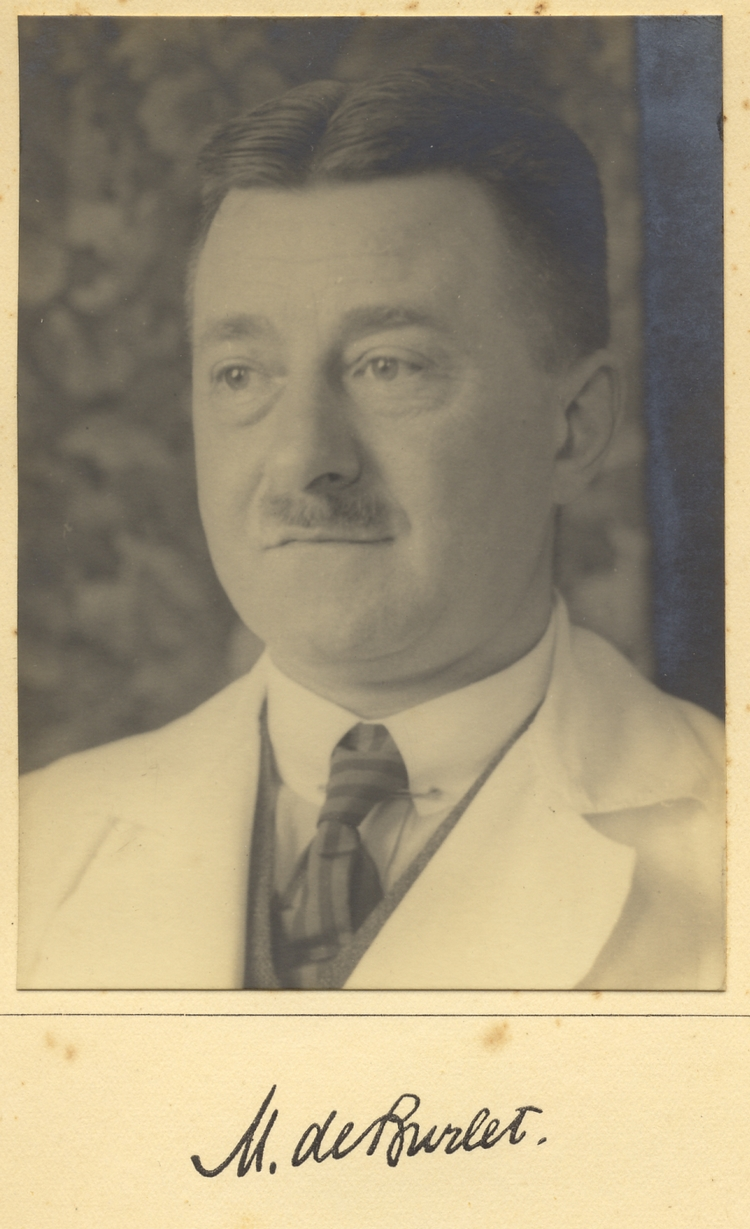
H.M. de Burlet (1932)

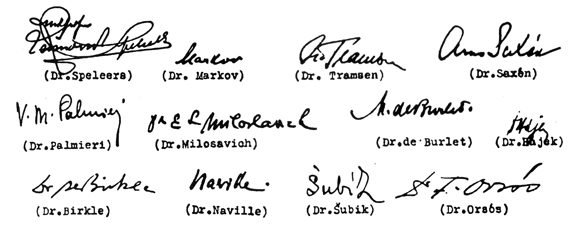
Podpis prof. de Burlet pod protokołem końcowym Międzynarodowej Komisji Katyńskiej, 1943 r.

Herman Maximilien de Burlet (ur. w 1883 w Rotterdamie, zm. w 1957 w Königswinter) – holenderski profesor anatomii, jeden z dwunastu lekarzy, którzy w kwietniu 1943 r. udali się w składzie Międzynarodowej Komisji do Katynia, aby osobiście dokonać sekcji zwłok zamordowanych polskich oficerów i ustalić czas popełnienia zbrodni.

## Życiorys
Herman Maximilien de Burlet urodził się 6 listopada 1883 r. w Rotterdamie. Tytuł doktora uzyskał w 1910 r. w Zurychu, a jego rozprawa doktorska w języku niemieckim, zatytułowana Die äusseren Formverhältnisse der Leber beim menschlichen Embryo została wydana drukiem w Lipsku. 28 stycznia 1931 r. dr de Burlet został profesorem anatomii i embriologii na uniwersytecie w Groningen, gdzie w latach 1942-1945 był rektorem. Z funkcji tej został zwolniony w 1945 r., z powodu jego sympatii nazistowskich. Wyjechał do USA, gdzie pracował w Filadelfii. Inny członek Komisji Międzynarodowej, Duńczyk, dr Helge Tramsen, który poznał prof. de Burlet podczas pobytu w Katyniu, zanotował w swoim dzienniku tylko jedną uwagę na jego temat, a mianowicie o jego nieprzyjaznym nastawieniu do Wielkiej Brytanii.
Prof. de Burlet zmarł w 1957 r. w Niemczech, skąd pochodziła jego żona.